# Andelsbuch
Andelsbuch é um município da Áustria, situado no distrito de Bregenz, no estado de Vorarlberg. Tem 19,56 km² de área e sua população em 2019 foi estimada em 2.636 habitantes.